# Katarzyna Glinka
Katarzyna Glinka (ur. 19 kwietnia 1977 w Świdnicy) – polska aktorka filmowa i teatralna oraz prezenterka telewizyjna.

## Życiorys
Ukończyła II Liceum Ogólnokształcące i Państwową Szkołę Muzyczną I stopnia w rodzinnym Dzierżoniowie, gdzie udzielała się w kółku teatralnym działającym przy Miejskim Ośrodku Kultury. Po oblaniu egzaminów do łódzkiej szkoły filmowej przez rok uczęszczała do prywatnego studium wokalno-aktorskiego w Warszawie. W 2001 ukończyła studia na Wydziale Aktorskim Państwowej Wyższej Szkoły Filmowej, Telewizyjnej i Teatralnej w Łodzi. Z powodu braku oferty pracy, po studiach wyleciała do San Diego, gdzie przez pięć miesięcy pracowała jako kelnerka i hostessa.
Po powrocie do kraju znalazła zatrudnienie w Teatrze im. Stefana Jaracza w Olsztynie, w którym zadebiutowała 23 lutego 2002 główną rolą w spektaklu Antygona. Zagrała w spotach reklamowych stacji telewizyjnej Canal+. Następnie została aktorką warszawskich teatrów: Nowego (występowała w sztuce Eros i Drażnięta) i Polskiego (dostała rolę w Śnie nocy letniej).
Od 2007 gra Kasię Górkę, główną bohaterkę serialu Barwy szczęścia, który zapewnił jej ogólnopolską rozpoznawalność. Uczestniczyła w pierwszej edycji programu rozrywkowego TVP2 Gwiazdy tańczą na lodzie (2007), a w 2008 została etatową aktorką Teatru Kwadrat w Warszawie. W latach 2008–2009 współprowadziła program Fort Boyard. W latach 2009–2010 grała Romę w serialu Tancerze. W 2010 w parze ze Stefano Terrazzino została finalistą 11. edycji programu TVN Taniec z gwiazdami, a także zajęła 51. miejsce w rankingu 100 najcenniejszych gwiazd polskiego show-biznesu według miesięcznika „Forbes”.
Za rolę w filmie Och, Karol 2 (2011) była nominowana do zdobycia Złotej Kaczki. Zagrała Martę, główną bohaterkę w polskiej komedii Wkręceni (2014). W 2015 uczestniczyła w czwartej edycji programu Polsatu Twoja twarz brzmi znajomo; nagrodę za wygraną siódmego odcinka (czek o wartości 10 tys. zł) przekazała Fundacji Spełnionych Marzeń. W latach 2017–2018 grała Matyldę w serialu Polsatu Przyjaciółki.
Jako aktorka dubbingowa podkładała głos m.in. Mgiełce w animowanych filmach o Dzwoneczku.

## Życie prywatne
Od 2003 mieszka w Warszawie. Była żoną Przemysława Gołdona, z którym ma syna Filipa (ur. 2 lutego 2012). W latach 2019–2022 była zaręczona z Jarosławem Bienieckim, z którym ma syna Leo (ur. 5 maja 2020).

## Filmografia

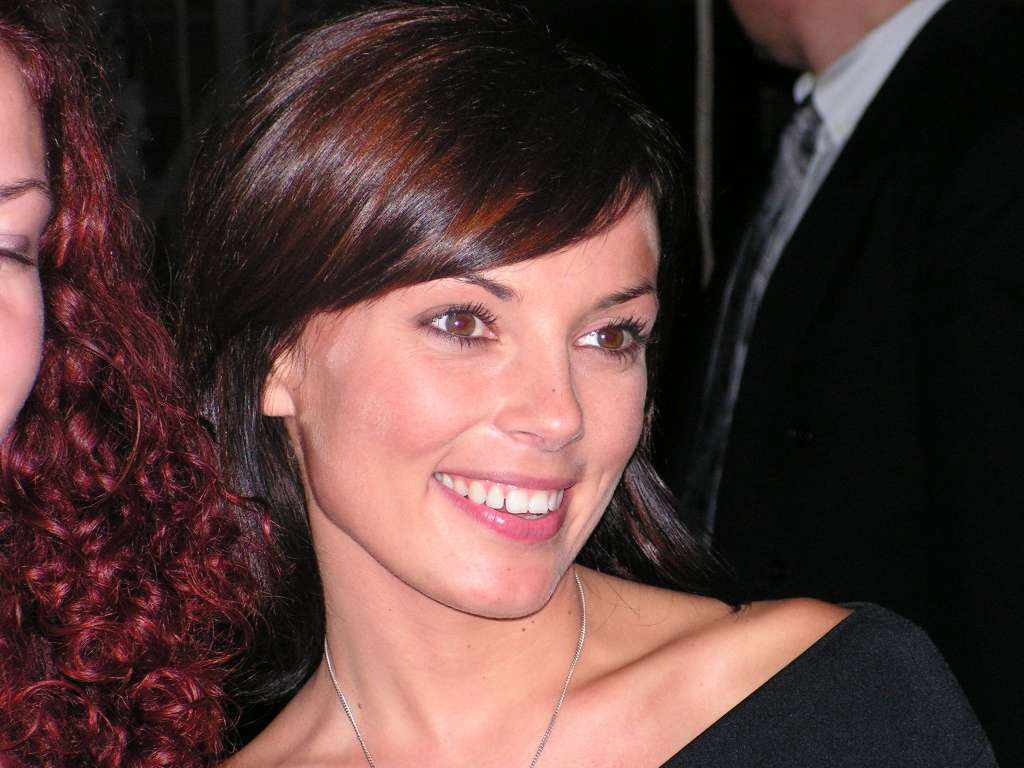
Katarzyna Glinka (2005)

- 2002–2004: Klan, jako Dominika Szulc, koleżanka Agnieszki i Tomka ze studiów
- 2002: Szpital na perypetiach, jako pielęgniarka Aśka „Nowa”
- 2002–2003: Samo życie, jako Justyna, dziewczyna barmana Czarka
- 2003: Lokatorzy, jako Iga Morawska
- 2003: Kasia i Tomek, jako panna (głos)
- 2004: Panienki, jako Celina
- 2004–2005: Na dobre i na złe, jako pielęgniarka Karina
- 2005: Zakręcone, jako Celina
- 2005: Kryminalni, jako Klaudia (odc. 29)
- 2006: Francuski numer, jako przyjaciółka Magdy
- 2006: My baby, jako Jola Kurowska, przyjaciółka Zosi
- 2006–2007: Pierwsza miłość, jako salowa Justyna Zarzecka
- 2007: Niania, jako Patrycja
- 2007: Dlaczego nie!, jako recepcjonistka
- od 2007: Barwy szczęścia, jako Kasia Górka
- 2009–2010: Tancerze, jako Roma Kowalska
- 2011: Wyjazd integracyjny, jako modelka Gabi
- 2011: Och, Karol 2, jako Adrianna Matysik
- 2012: Od pełni do pełni, jako Lenka Lipowska
- 2014: Wkręceni, jako Marta
- 2014: Karol, który został świętym, jako Małgorzata, mama Kacpra
- 2016: 7 rzeczy, których nie wiecie o facetach, jako Dominika
- 2017–2018: Przyjaciółki, jako Matylda
- 2017: Na układy nie ma rady, jako Renata Niewiadomska
- 2017: Daleko od noszy. Reanimacja, jako siostra Rita Różalska
- 2021: Komisarz Mama jako Daria Glinka (odc. 17)[10]

## Polski dubbing
- 2003: Dziewczyny i miłość
- 2008: Dzwoneczek, jako Mgiełka
- 2009: Dzwoneczek i zaginiony skarb, jako Mgiełka
- 2010: Megamocny, jako Roxanne Ritchie
- 2010: Dzwoneczek i uczynne wróżki, jako Mgiełka
- 2011: Dzwoneczek i sekret magicznych skrzydeł, jako Mgiełka
- 2014: Dzwoneczek i tajemnica piratów, jako Mgiełka
- 2015: Dzwoneczek i bestia z Nibylandii, jako Mgiełka

## Nagrody i wyróżnienia
- 2001: nagroda (wyróżnienie jury) za rolę Venticello II w Amadeuszu Petera Shaffera w reż. Waldemara Zawodzińskiego na XIX Festiwalu Szkół Teatralnych w Łodzi
- 2003: laureatka konkursu „Z Cinema do Cannes”